# Латерца
Латѐрца (на италиански: Laterza, на местен диалект Aterz, Атерц) е град и община в Южна Италия, провинция Таранто, регион Пулия. Разположен е на 340 m надморска височина. Населението на града е 15 140 души (към 31 октомври 2008).